# 개 품종

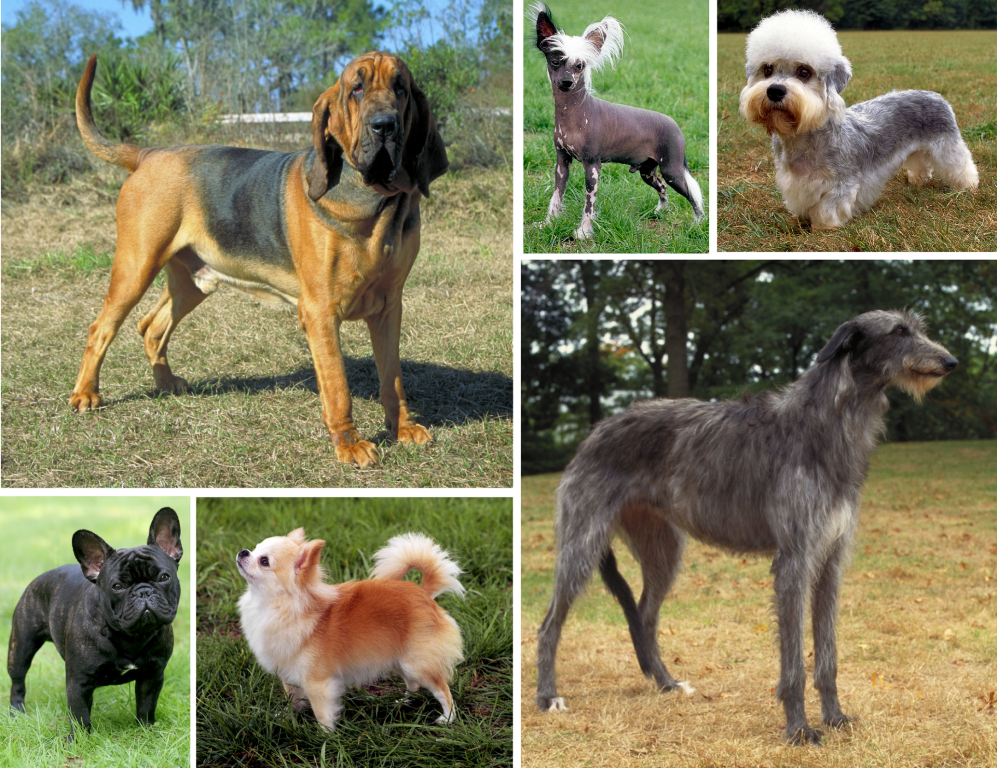
다양한 개의 품종

다음은 개의 품종(Dog breed)에 대한 설명이다.

## 개요
사람들은 원하는 역할에 알맞도록 오래전부터 개에 대한 품종개량을 하여 왔다. 근대의 품종 분류는 영국에서 시작되어 여러 나라로 전파되었다. 영국애견협회는 개의 품종을 크게 사냥개인가 그렇지 않은가로 나누었는데, 사냥개는 건독, 하운드, 테리어로 나누고, 개로는 유틸리티, 페스러럴, 토이 종을 포함한 7개 종으로 나누었다. 미국애견협회는 하운드, 스포팅, 테리어, 논스포팅, 워킹, 허딩, 토이, 미설레니어스 등 8개 종으로 구분하고 있다. 한국애견협회는 미국의 품종 구분에 한국종을 추가로 넣어 분류하고 있다.
한국종 가운데 진돗개와 풍산개, 삽살개가 천연기념물로 지정되어 있고, 경주개 동경이, 제주개 등에 대한 천연기념물 추가 지정이 추진되고 있다.
개의 품종개량은 사람의 손을 거친 인위적 선택이기 때문에 적은 수의 개체군에서 많은 자손이 나오게 되는 경우가 있다. 이러한 유전자 병목 현상은 유전적 대립 형질가운데 일부를 사라지게 한다. 개의 품종개량에서는 최초의 교배 개체군 선택에서, 그리고 품종을 공인 받기 위해 특정한 특징만을 남기는 과정에서 유전자 병목 현상이 일어날 수 있다. 적절한 유전적 건강성을 확보하지 않으면 품종 자체가 특이한 유전적 질병을 가지게 되기도 한다. 예를 들면 유전적으로 고관절이형성증을 갖는 경우가 있다. 또한 유전되지 않는 질병이라 할지라도 유전적으로 그 병에 취약한 품종이 있다. 도베르만과 로트와일러는 유독 파보바이러스에 취약하다.

## 개의 품종 목록

### 소형견
- 말티즈
- 포메라니안
- 프렌치 불도그
- 치와와
- 비글
- 요크셔 테리어
- 닥스훈트
- 퍼그
- 시츄
- 테리어견
- 스피츠
- 일본 스피츠
- 독일 스피츠
- 푸들
- 시바견
- 아키타견
- 스키퍼키
- 잉글리시 코커 스패니얼
- 라사압소
- 복서
- 달마티안
- 미니어처 핀셔
- 브뤼셀 그리펀
- 잭 러셀 테리어
- 오스트레일리안 실키 테리어
- 풍산개
- 삽살개
- 실용견
- 보스턴 테리어
- 티베탄 테리어
- 토이 푸들
- 미니어처 슈나우저

### 중형견
- 비숑프리제
- 보더콜리
- 사모예드
- 웰시코기
- 진돗개
- 차우차우
- 시베리안 허스키
- 불 테리어
- 그레이트 피레니즈
- 핏불 테리어
- 말리노이즈

### 대형견
- 래브라도 리트리버
- 저먼 셰퍼드
- 골든 리트리버
- 티베탄 마스티프
- 체서피크 베이 리트리버
- 플랫 코티드 리트리버
- 컬리 코티드 리트리버
- 도사견
- 블러드하운드
- 불마스티프
- 마스티프
- 말리노이즈
- 벨지안 십도그
- 도베르만 핀셔
- 자이언트 푸들
- 캉갈
- 그레이 하운드
- 그레이트 데인

### 사진

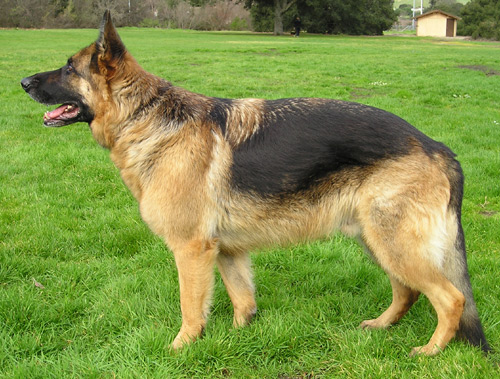
저먼 셰퍼드
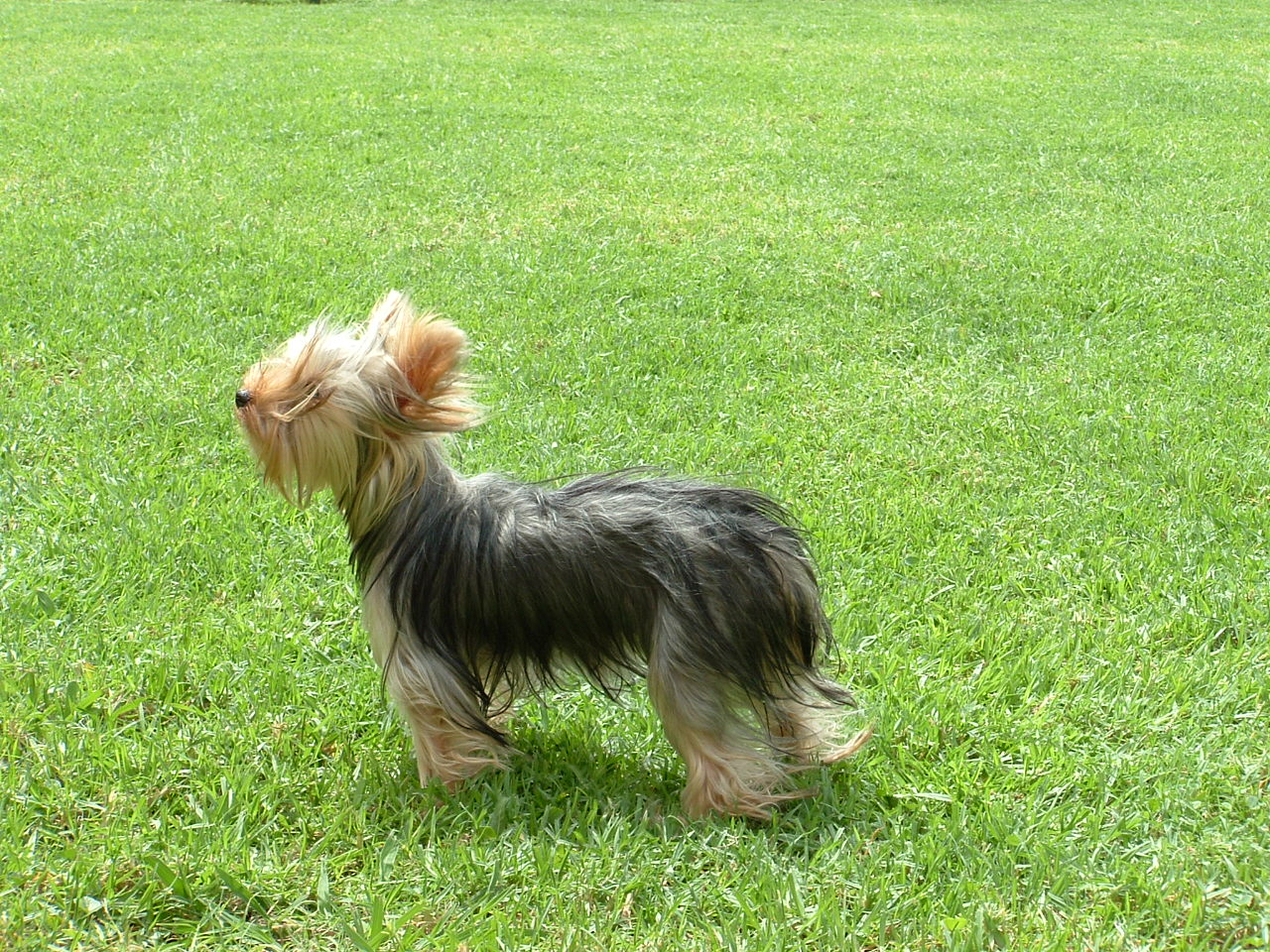
요크셔 테리어
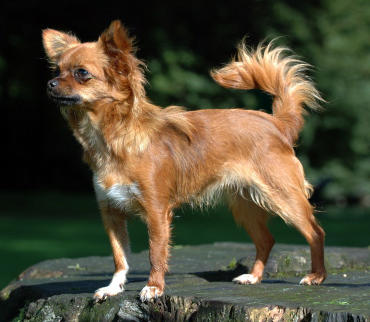
치와와
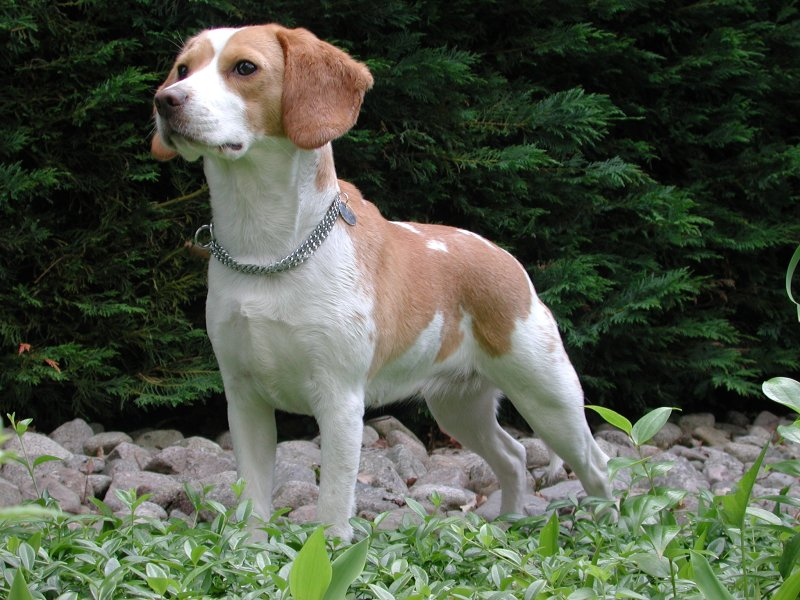
비글
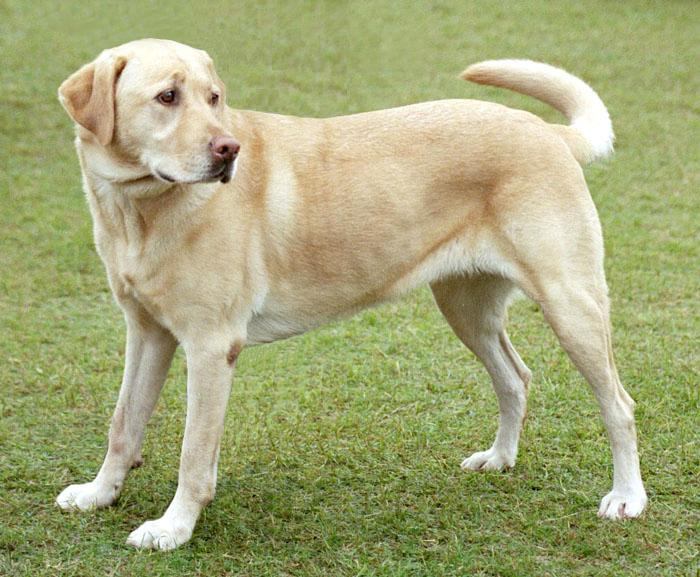
래브라도 리트리버
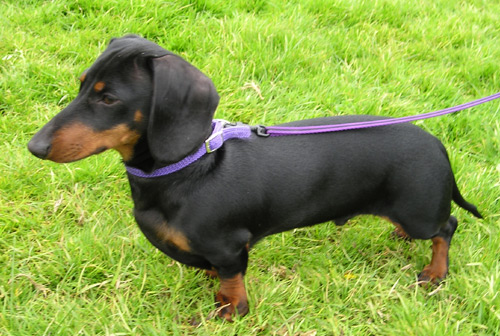
닥스훈트
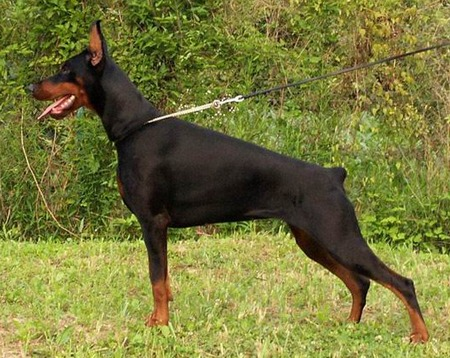
도베르만
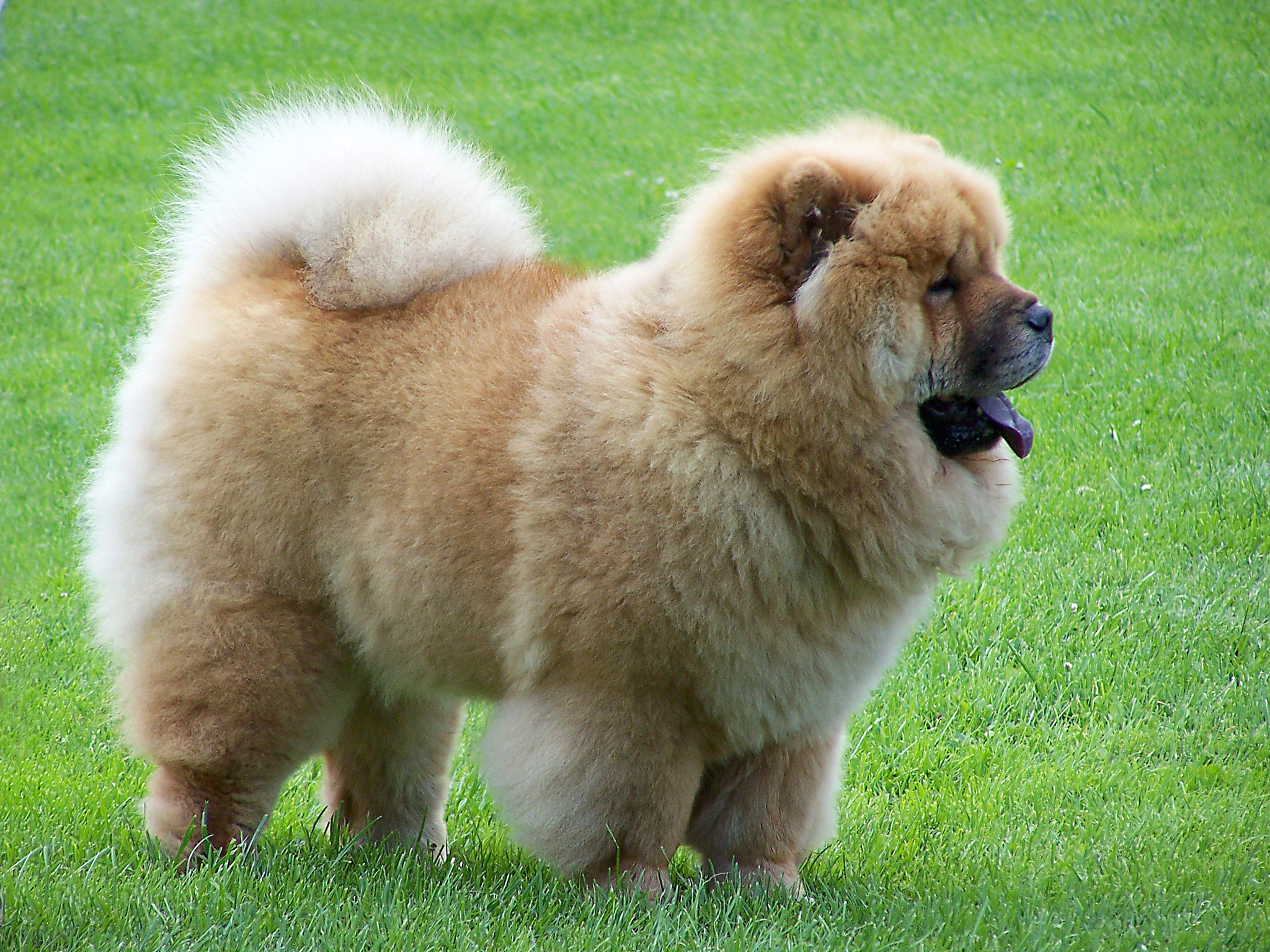
차우차우
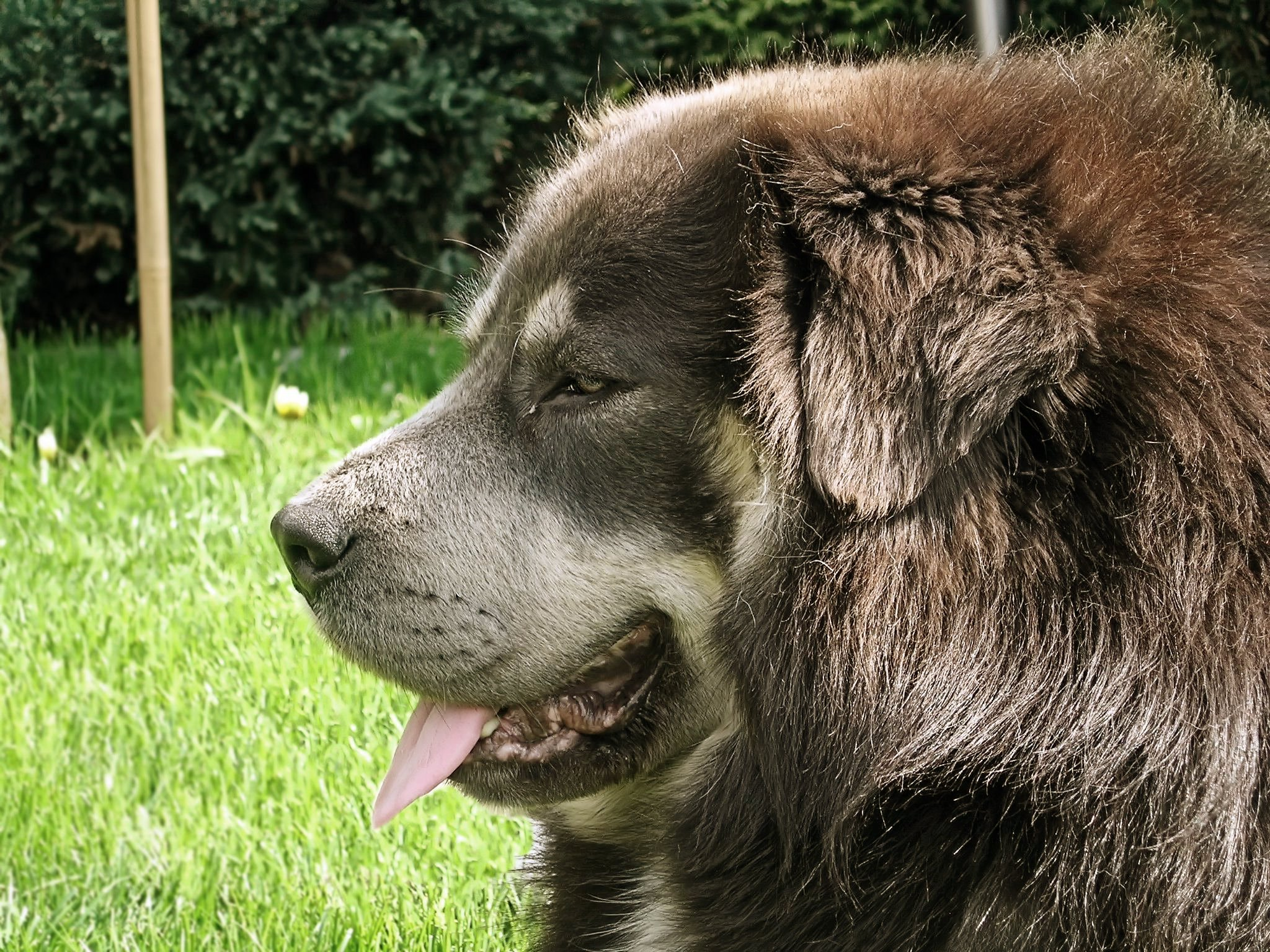
티베탄 마스티프
진돗개

전 세계에는 300여개의 품종이 있다. 순종은 부모의 품종이 같은 경우이다. 부모의 품종이 서로 다른 개를 교배종이라 하고 여러 품종이 혼합되어 조상의 품종을 전혀 알 수 없는 개를 믹스견이라 한다.

## 같이 보기
- 강아지
- 개
- 동물
- 고양이
- 반려동물